# Tilga (Tougouri)
Pour les articles homonymes, voir Tilga.
Ne doit pas être confondu avec Tilga-Bangré.
Tilga est une localité située dans le département de Tougouri de la province du Namentenga dans la région Centre-Nord au Burkina Faso. 

## Géographie
Localité très dispersée en différents centres d'habitation, Tilga se situe à environ 35 km au sud-ouest de Tougouri, le chef-lieu du département, et à 55 km à l'est de Kaya.

## Éducation et santé
Tilga accueille un centre de santé et de promotion sociale (CSPS) tandis que le centre médical avec antenne chirurgicale (CMA) se trouve dans la province voisine à Kaya.